# Asesinato de Amy Yeary
Amy Marie Yeary (Rockford, Illinois; 9 de diciembre de 1989 - c. 15-24 de agosto de 2008) fue una joven estadounidense cuyo cuerpo fue descubierto el 23 de noviembre de 2008, cerca de Campbellsport, en el condado de Fond du Lac de Wisconsin. Su cuerpo permaneció sin identificar durante trece años antes de que los investigadores pudieran confirmarla a través de la genealogía forense y los registros dentales.
Su rostro fue reconstruido digitalmente por el Centro Nacional para Menores Desaparecidos y Explotados en 2009 y de nuevo en 2018 para aproximarse a su apariencia, ya que la descomposición descartó la identificación visual. Tras la publicación de la reconstrucción revisada, sus restos fueron exhumados para obtener información adicional. Las pruebas isotópicas indicaron que era originaria de Nuevo México o Arizona y que había vivido en el Medio Oeste de Estados Unidos durante aproximadamente un año o menos antes de su muerte. También se utilizó la investigación genealógica para localizar a posibles parientes.
Antes de su identificación en 2021, Yeary era conocida como la "desconocida del condado de Fond du Lac". Se cree que fue víctima de la trata de personas.

## Descubrimiento
El domingo 23 de noviembre de 2008, unos cazadores encontraron los restos congelados de una joven en un arroyo ubicado en el condado de Fond du Lac, en el estado norteño de Wisconsin, cerca de una granja abandonada. Para extraer el cuerpo, los investigadores tuvieron que cincelar el hielo y hubo que llamar a un equipo de buceadores para que rastrearan el fondo del arroyo para buscar pruebas. Se encontraron algunas prendas de ropa, entre ellas un top sin tirantes negro y rosa de la marca Zoey Beth con un lazo rosa, que se determinó que procedía de la cadena de tiendas Family Dollar, donde había estado disponible en la primavera de 2008. La ropa interior que llevaba, también de Family Dollar, se envió únicamente entre el 1 y el 15 de julio de 2008. Las perneras de sus vaqueros de la marca Angels habían sido enrolladas varias vueltas, y se encontró un sujeta coletas elástico en su muñeca.
No se encontraron calcetines ni zapatos en el lugar de los hechos. Inicialmente no se encontraron joyas, hasta que los buzos encontraron una medalla de San Benito del tamaño de un penique. Es posible que no perteneciera a la víctima, ya que los examinadores no sabían con certeza cuánto tiempo llevaba en el agua. Sin embargo, algunos informes afirman que también se encontró una pulsera con varios colgantes entre sus restos. Su pelo era castaño claro hasta los hombros, con diferentes tonalidades, posiblemente debido a que le habían hecho mechas. Debido a que las prendas de vestir eran de diferentes tallas, fue difícil determinar su complexión; sin embargo, se determinó que podía pesar alrededor de 54 kilos.

## Examen

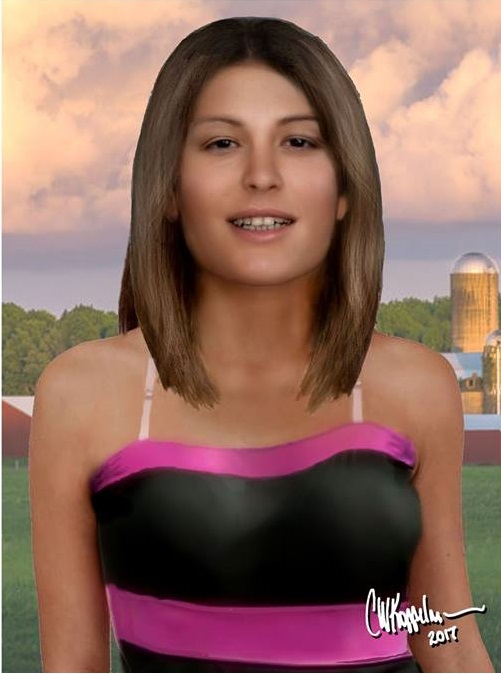
Representación artística de la víctima cuando todavía no estaba identificada. Lleva la ropa con la que fue encontrada.

La causa de su muerte no fue concluyente, ya que la descomposición severa del cuerpo había eliminado todos los signos de posible violencia de los restos. Sin embargo, se cree que fue un homicidio, ya que se descartó el suicidio como posibilidad. El lugar donde se encontraron los restos también había levantado sospechas entre las autoridades. Se realizaron pruebas toxicológicas para ver si había drogas o alcohol en su organismo, pero los resultados nunca se hicieron públicos.
Aunque el cadáver se encontró en otoño, había muerto en verano, entre dos y cuatro meses antes. Esto se estableció examinando los restos de insectos que se encontraron en los restos. Tenía una sobremordida, y se encontraron algunos empastes y selladores dentales en los molares superiores sin caries actuales. La sobremordida no se describió como extrema, pero puede haber sido notable, lo que podría ser un rasgo fiable representado en su reconstrucción facial. La estatura estimada era de entre 1,70 y 1,72 metros, la víctima tenía entre quince y veintiún años y pesaba entre 54 y 60 kilos, con una "complexión media". Los examinadores creen que era blanca o hispana, aunque no se descartó la posibilidad de que fuera nativoamericana o asiática. También podría haber sido birracial. Otras características físicas eran una fractura costal cicatrizada y que tenía marcha convergente (conocido como dedos de paloma) o rodillas de pato, lo que podría haberse notado cuando caminaba, ya que tenía los pies inclinados hacia dentro. También tenía espina bífida oculta, pero es posible que no fuera consciente de ello.
Para obtener información sobre su ADN, se trasladó su fémur a la Universidad de Texas. Su ADN se introdujo en la base de datos nacional de ADN y se crearon registros dentales que pueden compararse con los de las personas desaparecidas.

## Investigación
El Centro Nacional para Menores Desaparecidos y Explotados generó una reconstrucción del cráneo por ordenador a partir de fotografías del depósito de cadáveres y un escáner del cráneo que se enviaron al centro. Dicha reconstrucción generó más de doscientas pistas que no produjeron resultados sólidos, ya que el retrato robot se parecía aparentemente a un gran número de personas desaparecidas. La antigua desaparecida Amanda Berry, una de las varias posibles identidades de la desconocida, fue descartada por los análisis de ADN. Fue recuperada con vida en 2013.
Además de Amanda Berry, otras dos personas que finalmente fueron localizadas también fueron descartadas del caso: Connie McCallister y Brittany Peart. McCallister, natural de Wisconsin, fue secuestrada a los 16 años y llevada a México. Finalmente fue recuperada con vida tras encontrarse con un "misionero de la iglesia" que comunicó la información al Centro Nacional para Menores Desaparecidos y Explotados. Por su parte, Brittany Peart desapareció en julio de 2008 en Elkton (Maryland). Sus restos fueron localizados e identificados en diciembre de 2011.
El cuerpo de la desconocida fue enterrado en 2011 después de que la investigación se enfriara. Programas de televisión como America's Most Wanted transmitieron el caso para posiblemente revelar nuevas pistas. También se creó una página de Facebook para generar posibles pistas. El 23 de abril de 2018, se publicó una reconstrucción revisada y las autoridades anunciaron que se exhumaría a la víctima para realizar pruebas isotópicas y fenotipado de ADN con el fin de determinar ubicaciones geográficas en las que podría haber vivido y desarrollar una estimación más clara de su etnia y características físicas. La genealogía genética, acreditada con la identificación de un sospechoso en el caso del Asesino de Golden State, también fue utilizada para localizar a individuos biológicamente relacionados con la víctima.
En agosto de 2018, se dieron a conocer los resultados de un análisis isotópico realizado por el laboratorio IsoForensics de Utah. Indicaban que la desconocida probablemente había pasado la mayor parte de su vida en el suroeste de Estados Unidos, posiblemente en Arizona o Nuevo México. Había vivido en el Medio Oeste, quizá en el suroeste de Wisconsin, el norte de Iowa o el sur de Minnesota, durante menos de un año antes de su muerte.

## Identificación
Se enviaron muestras biológicas a los laboratorios de Astrea Forensics, en Santa Cruz (California), donde se generó con éxito un perfil de ADN con fines de genealogía genética. El 28 de noviembre de 2021, trece años después del descubrimiento de sus restos, se anunció que había sido identificada positivamente a través de la genealogía genética dirigida por Barbara Rae-Venter. Dicha identificación se confirmó con la comparación del ADN de su madre, hermana y radiografías dentales, siendo su nombre Amy Marie Yeary. Según las autoridades, Yeary fue víctima de tráfico sexual y tendría 18 años cuando murió en 2008. También supieron que había pasado tiempo en Milwaukee, Chicago y Beloit las semanas previas a su muerte. Al hablar con la madre de Yeary, los detectives averiguaron que Yeary había llamado por teléfono a su madre en el norte de Illinois en 2008 para pedirle que la llevara a casa desde Beloit, petición que la madre no pudo atender en ese momento. Su familia no volvió a saber nada más de la joven después de ese suceso.